# Tamarón
Tamarón est une commune d'Espagne dans la communauté autonome de Castille-et-León, province de Burgos. Elle s'étend sur 15,656 km2 et comptait environ 46 habitants en 2011.